# 第五猗
第五 猗（だいご い、生没年不詳）は、中国西晋の武将。

## 生涯
過去の経歴は不明だが、西晋朝廷に仕えて侍中の地位にあった。
建興元年（315年）頃、晋朝廷の命により、第五猗は安南将軍・監荊梁益寧四州諸軍事・荊州刺史に任じられ、武関より出立して任地へ赴任した。
当時、流民勢力の首領である杜曾は沔水・漢水一帯に割拠して南中郎将・領竟陵太守を自称し、晋朝から事実上自立していた。襄陽に着任した第五猗は杜曾より奉迎を受けると、彼らの勢力と同調することを決め、自らの娘と杜曾の兄子を婚姻させた。彼らの勢力はこの時点で1万を数えたという。
同年、杜曾が荊州刺史王廙の守る江安へ侵攻すると、第五猗もまた北より進軍して杜曾の軍勢と合流し、諸軍を率いて迎え撃ってきた王廙を撃破した。
その後の第五猗の動向は不明だが、建興5年（317年）8月には、次第に王敦の勢力が杜曾らの軍勢を圧迫するようになり、杜曾は第五猗の守る襄陽を攻撃する事で自らの罪を免じて欲しいと王敦へ願い出ており、この時点では第五猗は生存していた様である。
杜曾自身は大興2年（319年）に龍驤将軍周訪に敗れ斬首となっているが、そこでも第五猗の顛末については記載が無く不明である。

## 伝記資料
- 『晋書』巻100　列伝70
- 『資治通鑑』巻89 - 巻90